# Solka
Solka (rum. Solca) – miasto w okręgu suczawskim na rumuńskiej Bukowinie. Według danych szacunkowych na rok 2011 liczy 2188 mieszkańców.
W mieście stoi cerkiew Świętych Piotra i Pawła. Na południowy wschód od miasta położona jest miejscowość Kaczyka, o 5 km na południe zaś Nowy Soloniec. Na północy leży Lichtenberg (graniczący z Glitem, rum. Clit) – miejsce osiedlenia się i śmierci Jakuba Szeli, 6 km na zachód leży Arbore.

## Linki zewnętrzne

Dzisiejszy okręg Suczawa, z zaznaczoną Bukowiną południową